# Falsification de l'âge
La falsification de l'âge consiste pour une personne à délibérément tromper ou induire en erreur autrui à propos de son âge. Cela est habituellement fait dans le but d'obtenir des avantages ou un statut social qui, autrement, serait hors de portée de cette personne. Elle peut se faire au moyen de déclarations orales ou écrites ou par la modification ou la falsification des registres d'état civil.
Dans certains cas, l'âge est augmenté, de manière à atteindre un âge minimum légal ou l'âge minimum d'admission à l'emploi dans le monde du spectacle ou du sport professionnel. Dans d'autres cas, il est minoré pour des raisons inverses, protection accordée au mineurs ou participation à des compétitions sportives réservées à des catégories d'âge bien précises. Parfois, ce n'est pas la personne elle-même qui falsifie son âge, mais son entourage. Il s'agit le plus souvent d'ajouter ou de soustraire un ou deux ans à l'âge réel. Cependant, dans des cas plus extrêmes, comme dans le cas de l'acteur Al Lewis ou de l'actrice Charo, la falsification atteint voire dépasse 10 ans.

## Cas de personnalités mondaines
Certaines personnalités publiques ont voulu minorer leur âge pour des raisons diverses :
- Joséphine de Beauharnais est, lorsqu'elle rencontre Napoléon Bonaparte, une femme de 32 ans qui a déjà beaucoup vécu, veuve du général Alexandre de Beauharnais, exécuté sous la Terreur. Elle va se rajeunir de cinq ans lors de leur mariage civil à Paris le 8 mars 1796 à Paris, tandis que le marié, qui a 27 ans, va se vieillir de deux ans. Les deux époux trichent donc tous les deux sur leur âge[1] ;
- en 1922, Frida Kahlo se rajeunit de 3 ans et fait ainsi correspondre sa date de naissance avec l'année de la Révolution mexicaine[2] ;
- Karl Lagerfeld est né le 10 septembre 1933[3]. De son vivant, la presse supposait justement qu'il était né en 1933[4] — très exactement le 10 septembre 1933[5] — ou (erronément) en 1935[6],[7] mais Lagerfeld démentait en 2012 ces deux affirmations[8],[9]. Le journal Bild publie en 2003 des extraits de baptêmes du registre religieux de la ville de Hambourg, ainsi qu'un commentaire de son institutrice et de l'un de ses camarades qui confirment l'année 1933. En 1990, il affirme être né en 1938[10]. Le 10 septembre 2008, il laisse fêter ses 70 ans. En 2013, dans un entretien accordé à Paris Match, il affirme qu'il est né en 1935 et que sa mère a changé la date sur son acte de naissance[11],[12]. Toutefois, selon son faire-part de naissance paru dans Hamburger Nachrichten (de), il était bien né le 10 septembre 1933[13].

Le cas d'Amélie Nothomb est différent :
- la romancière, née Fabienne Claire Nothomb, est née le 9 juillet 1966 à Etterbeek[14],[15] ; son père était diplomate au Japon ;
- le personnage de ses romans autobiographiques relevant du genre désigné par Serge Doubrovsky comme autofiction[16] est né le 13 août 1967 à Kobe au Japon[17],[18].

De ce fait, confondant Amélie Nothomb, nom de plume de la personne physique Fabienne Claire Nothomb, et le personnage de ses romans, plusieurs profils biographiques indiquent 1967 et Kobe (Japon) comme année et lieu de naissance.

## Personnalités politiques
Joseph Staline, né le 18 décembre 1878, a choisi pour des raisons inconnues de fixer sa date de naissance au 21 décembre 1879. La date de naissance du 18 décembre 1878 est démontrée par son acte de naissance, son certificat de fin d'études, son vaste dossier de police tenu par la Russie tsariste et tous les documents antérieurs à la Révolution. Le dramaturge et historien russe Edvard Radzinsky affirme dans son livre intitulé Joseph Staline, que Staline a changé l'année en 1879 pour faire célébrer de manière officielle son 50e anniversaire. Il ne pouvait pas le faire en 1928 parce que son pouvoir n'était pas assez absolu. La date incorrecte du 21 décembre 1879 a été imprimée dans de nombreux almanachs et encyclopédies sous le règne de Staline et reste l'une des dates de naissance erronées les plus largement diffusées.
Eva Perón, née le 7 mai 1919, a fait modifier son acte de naissance, repoussant son année de naissance à 1922, après être devenue Première Dame de l'Argentine. Non seulement elle apparaissait ainsi plus jeune, mais encore elle faisait accroire que ses parents avaient été mariés avant sa naissance.
Gary Hart, ancien sénateur du Colorado et candidat démocrate à l'élection présidentielle de 1984 et de 1988, a d'abord affirmé dans les biographies de campagne et du Sénat qu'il était né le 28 novembre 1937, alors qu'en fait il avait exactement un an de plus, ce fait a été découvert après avoir brièvement dépassé Walter Mondale en tête des sondages pour les élections primaires de 1984. Cela entre autres choses, avec son changement de nom de Hartpence pour Hart, allait être une source de controverses tout au long de sa carrière politique nationale.

## Dans le monde sportif
Les falsifications de l'âge ont un effet sur la performance des sportifs par rapport à leur classe d'âge (du fait d'une plus grande force athlétique chez les plus âgés ou d'une plus grande souplesse corporelle chez les plus jeunes) ; ces pratiques sont donc identifiées comme des tricheries.

### Cas de falsifications à la baisse
Dans certains sports, paraître plus jeune permet de participer à des compétitions juniors de niveau mondial, par exemple dans le football ou l'athlétisme, :
- le joueur de baseball professionnel Danny Almonte (en) (né le 7 avril 1987) s'est révélé lorsqu'il a joué dans la Little League baseball pour son équipe du Bronx en 2001, alors qu'il était réputé né en 1989. Ses parents lui avaient fourni un extrait d'acte de naissance falsifié dans ce sens. Un écrivain a découvert la différence en consultant les registres de l'école élémentaire d'Almonte (en République dominicaine)[26]. Son équipe a dû rendre tous ses trophées ;
- pendant toute sa carrière, le golfeur américain Tom Shaw (golfeur) (en) a prétendu être né le 13 décembre 1942, minorant son âge réel de 4 ans. Certains le soupçonnaient d'être plus âgé, notamment Frank Hannigan, qui, en tant que directeur exécutif de la United States Golf Association, l'avait malicieusement associé avec Ben Crenshaw (19 ans à l'époque) et Johnny Miller (en) (24 ans), tous deux connus pour être des joueurs rapides, pendant les deux premiers tours de l'U.S. Open (en). Il s'est avéré que Hannigan avait raison : en 1988, Shaw a produit un certificat de naissance prouvant qu'il était né en 1938, ce qui lui a immédiatement permis d'accéder au circuit senior de la PGA (maintenant PGA Champions Tour) dès la saison suivante[27].

Le cas de Johnny Weissmuller est particulier : son acte de naissance est échangé avec celui de son jeune frère Peter, non pas pour le rajeunir mais pour lui conférer automatiquement la nationalité américaine qui va lui permettre de concourir aux Jeux olympiques de 1924 sous la bannière américaine. En effet Peter Weissmuller est né à Tanneryville, dans le comté de Cambria, en Pennsylvanie, le 5 novembre 1905 alors que Johnny est né à Freidorf (en) (en hongrois Szabadfalu) dans ce qui est à l'époque le royaume de Hongrie le 2 juin 1904. Cette falsification lui permet d'obtenir à temps le passeport américain nécessaire.
Dans le football africain, la décision des clubs européens de ne pas intégrer de joueurs âgés de plus de 23 ans est à l'origine d'une véritable vague de falsifications à la baisse de l'âge, et, dans au moins un cas, de l'utilisation d'une fausse identité permettant de minorer l'âge du joueur. Le joueur en question, censé être âgé de 17 ans, a une licence au nom de Wilfried Nathan Douala, faisant partie de l'équipe de Victoria United à Limbé (Cameroun), et a été sélectionné pour la CAN 2023. Il s'est avéré qu'il avait également eu une licence au nom d'Alexandre Bardelli, un joueur six ans plus âgé. En mars 2024, la Fédération camerounaise de football (Fécafoot), présidée par Samuel Eto'o, envisage d'imposer la mise en place de cartes d'identité informatisées à tous les footballeurs dès l'âge de 8 ans afin de mettre fin à ce type de falsification.

### Cas de falsifications à la hausse
En gymnastique, plongeon et patinage artistique, les compétiteurs peuvent se dire plus âgés afin de dépasser l'âge minimum requis pour participer aux compétitions seniors, par exemple aux jeux olympiques. Une patineuse en couple peut avoir son âge falsifié à la hausse pour lui permettre de concourir tandis que l'âge de son partenaire masculin peut être tiré vers le bas pour leur permettre de patiner ensemble, :
- il y a eu de très forts soupçons sur l'âge des plusieurs gymnastes chinoises dans les semaines précédant les jeux olympiques de Pékin en 2008 ; certaines, notamment la double médaille d'or He Kexin, auraient eu moins des seize ans minimum exigés pour participer aux jeux)[34] ;
- des pratiques de falsification de l'âge de jeunes joueurs de football africains sont également évoquées[34].

## Dans l'industrie du divertissement
La falsification de l'âge est courante dans l'industrie du divertissement. Beaucoup d'actrices soustraient au moins un an de leur âge réel afin que les producteurs et les directeurs de casting soient plus susceptibles de les engager pour des rôles ou à des fins publicitaires. Time magazine en plaisantait ainsi le 22 août 1949:
« Pour trouver l'âge d'une star, un attaché de presse d'Hollywood prend l'année de sa naissance, la soustrait d'elle-même et brûle le papier sur lequel les chiffres ont été écrits ; il ajoute ensuite le nombre de courriers des fans de la semaine précédente aux rentrées d'argent à la suite de la diffusion de la dernière photo de la star, en soustrait son salaire, divise le reste par le nombre d'attachés de presse affectés à sa carrière, soustrait le nombre de ses mariages, ajoute trois mois pour chaque enfant qu'elle a eu (les choses vont vite sous les tropiques), et abat le tout de dix ans par pure galanterie. Si l'âge est encore supérieur à celui demandé par le patron, il travaille sur de légères erreurs mathématiques jusqu'à ce que la réponse soit correcte. »

### Acteurs

#### Cas de falsifications à la baisse de plus de 5 ans
(par ordre alphabétique)
- Gracie Allen, comédienne, était connue pour avoir caché son âge réel et même son mari George Burns ne connaissait pas son âge exact. Diverses sources affirment qu'elle est née le 26 juillet 1894, 1895, 1897, 1902 ou 1906. Son âge exact n'a pas pu être prouvé par un certificat de naissance, car il a été détruit lors du séisme de 1906 à San Francisco. Allen elle-même a donné 1906 comme année de naissance, malgré le fait que le séisme ait eu lieu trois mois avant son anniversaire cette année-là. Lorsque le recensement de 1900 est devenu public, son année de naissance a été révélée : 1895, ce qui signifiait qu'elle s'était rajeunie de 11 ans et avait en fait quelques mois de plus que son mari[36].
- Jeanne de Casalis est créditée d'une naissance le 22 mai 1897 et d'un décès à 69 ans dans ses biographies, mais son acte de décès démontre qu'elle est née le 22 mai 1891[37]. Cette falsification qui la rajeunit 6 ans a été facilitée par la transformation du 1 français (elle est d'origine française et suisse) en 7 anglais.
- Charo est souvent accusée d'avoir enlevé 10 ans à son âge. En 1977, un tribunal fédéral de district de Las Vegas a accepté la demande de Charo de reconnaître que sa date de naissance du 13 mars 1941 sur son certificat de naissance, son passeport et ses papiers de naturalisation espagnols originaux était inexacts en raison des déclarations sur l'honneur erronées fournies par ses parents, et qu'elle était née en 1951, une décision qui a été accueillie avec scepticisme[38]. Le même juge qui a autorisé Charo à changer son âge légal a rendu une ordonnance quasi identique en faveur de sa sœur aînée Carmen Martinez Molina, lui accordant un âge de 29 ans et non 40 comme indiqué dans son passeport espagnol[39] Cette ordonnance était également fondée sur des déclarations sur l'honneur soumises par les parents de Carmen, qui prétendaient que Carmen était 11 ans plus jeune que ce qui est indiqué dans tous les documents publics espagnols. Cependant, une date de naissance en 1951 est incompatible avec les déclarations de Charo dans de nombreux articles et interviews concernant les dates de son enfance, son éducation et son émigration aux États-Unis[40],[41]. L'artiste ne semblait pas être une jeune adolescente au moment de ses performances live et télé dans les années 1960, période où elle avait donné comme année de naissance 1947 et 1949[42]. Si elle était vraiment née en 1951, Charo aurait eu seulement 15 ans à son mariage avec un homme de 66 ans en 1966. Elle a déclaré dans de nombreux entretiens qu'elle fréquentait l'école à Madrid à cet âge et a obtenu son diplôme à 16 ans, n'ayant pas encore commencé sa carrière artistique. Elle n'a jamais clarifié cette incohérence évidente[43]. En 2016, la rubrique IMDb sur Charo indique une date de naissance au 13 mars 1941[44].
- Simon Oakland a toujours soutenu dans ses interviews être né en 1922, et cette date a été reprise dans la nécrologie parue dans le New York Times[45]. Toutefois, les registres d'état-civil indiquent que sa véritable date de naissance était 1915, 7 ans plus tôt que communiqué[46].
- Katie Redford, supposée âgée de 19 ans, avait été retenue en janvier 2015 pour jouer le rôle de Bethany Platt, un personnage féminin âgé de 14 ans dans la série britannique Coronation Street, mais son contrat fut rompu avant le début du tournage après que des conversations en ligne aient révélé qu'elle avait en réalité 25 ans, soit 6 ans de plus que son âge réel, ce qui apparut au réalisateur comme trop éloigné de l'âge du personnage[47].
- Riley Weston (en), scénariste et actrice de la série américaine Felicity, prétendait avoir commencé à écrire les scénarios de cette série à l'âge de 18 ans. Lorsqu'on découvrit l'année suivante qu'elle avait 32 ans - 13 ans de plus, elle fit des excuses publiques tout en mettant en cause le biais anti-âge touchant les actrices d'Hollywood. Sa falsication et sa carrière d'actrice personnifiant de très jeunes filles furent facilitée par son petit gabarit : elle mesure 1,50 m et pèse 42 kg[48].
- Lorsqu'il décéda en janvier 2018, Peter Wyngarde était crédité d'un âge de 90 ans, étant né le 28 août 1927. Durant sa vie, différentes années de naissance lui avaient été attribuées, le plus souvent 1933, et après sa mort, ses proches ont soudain affiché 1937 comme année de naissance dans sa biographie officielle, soit un rajeunissement de 10 ans[49]. Ceux qui ont eu accès aux sources primaires disent que 1927 est la date exacte. Il est possible que de nombreux autres éléments de la biographie officielle de Peter Wyngarde aient été falsifiés.

#### Cas de falsifications à la baisse de cinq ans ou moins
(par ordre alphabétique)
- La date de naissance de Sandra Bullock a été donnée par erreur comme étant le 26 juillet 1965, 1966 et 1967 pour la plus grande partie de ses débuts de carrière. En 1997, Vanity Fair a découvert que la bonne année était 1964.
- L'âge exact d'Irene Cara est resté un mystère pendant la majeure partie de sa carrière, diverses sources affirmant qu'elle était née le 18 mars 1964 ou 1959. En 2004, l'Associated Press a récupéré une copie de son registre électoral en Floride, ce qui a permis de vérifier qu'elle était effectivement née en 1959. Cara a affirmé avec véhémence qu'elle était née en 1964, mais a refusé de commenter les registres d'inscription des électeurs.
- Geena Davis est née le 21 janvier 1956 mais a revendiqué une date de naissance en 1957 jusqu'au début des années 2000.
- Doris Day a longtemps prétendu être née le 3 avril 1924, mais les documents publics indiquent que son année de naissance était 1922. Day avait tenté d'expliquer l'écart, disant qu'en tant que jeune femme, elle prétendait avoir deux ans de plus pour pouvoir chanter avec de grands groupes. Cependant, les données du recensement américain montrent qu'elle était âgée de 7 ans le 1er avril 1930 et de 18 ans le 10 avril 1940, ce qui indique qu'elle est née en 1922. Un jour avant son anniversaire en 2017, elle a admis être née en 1922, après que l'Associated Press a obtenu une copie de son certificat de naissance confirmant qu'elle était née le 3 avril de la même année[50].
- Sondra Locke (1944-2018) a menti sur son âge tout au long de sa carrière, prétendant être née en 1947. En 1989, son demi-frère a révélé à la presse qu'elle était née en 1944[51].
- La date de naissance de Rebecca De Mornay publiée pendant le plus clair de sa carrière était 1961 ou 1962 alors qu'elle est en réalité née en 1959.
- L'actrice indienne Kangana Ranaut a revendiqué 1987 comme année de naissance jusque mi-2016, date où une copie de son passeport a été transmise à l'agence de presse Asian News International montrant qu'elle était née en 1986[52].
- Amanda Redman (en) a affirmé pendant des années que sa date de naissance était le 12 août 1959, et commenta dans des interviews données en 2009 combien c'était "horrible" d'attraper 50 ans, mais au même moment, le Daily Mail révéla qu'elle allait en fait avoir 52 ans[53].
- Katharine Ross est née le 29 janvier 1940 mais un article du magazine Life de mars 1968 la rajeunit de 3 ans en annonçant qu'elle a 25 ans[54].

#### Cas de falsifications à la hausse de plus de 5 ans
- Al Lewis, acteur de Les Monstres, est né le 30 avril 1910 ou 1923, selon les sources[55]. Peu de temps après sa mort, sa famille a affirmé qu'il était né en 1923[56], ce qui contredit la propre déclaration d'Al Lewis qui se disait né en 1910[57] Lewis prétendait avoir obtenu son diplôme d'études secondaires en 1927 et un doctorat de l'Université Columbia en 1941[58] mais la recherche de Dan Barry du New York Times n'a pas révélé de preuve de l'un ou l'autre[59]. En avril 2006, l'inscription de Lewis sur la liste de la Social Security a été révélée, indiquant une date de naissance au 30 avril 1923. Beaucoup d'autres éléments de son autobiographie sont par ailleurs douteux[59]. Sa famille a par la suite soutenu que ce mensonge est apparu en 1964, lorsqu'Al Lewis était en compétition pour le rôle de grand-père[56].

#### Cas de falsifications à la hausse de cinq ans ou moins
- Mila Kunis avait 14 ans lorsqu'elle a auditionné pour le rôle de Jackie Burkhart dans 'That '70s Show, même si l'âge minimum admissible était 18 ans. Elle a apparemment expliqué qu'elle n'avait pas encore 18 ans, mais pas 14. On lui a quand même accordé le rôle.
- Traci Lords, actrice pornographique née le 7 mai 1968, a soutenu pendant plusieurs années être née en 1964, cela afin de pouvoir tourner dans des films pornographiques alors qu'elle était encore mineure. Son âge véritable a été révélé le 18 juillet 1986, alors qu'elle venait d'avoir 18 ans[60].
- Sean Paul Lockhart, plus connu sous son nom d'artiste Brent Corrigan, est un acteur et réalisateur de films pornographiques gay qui avait commencé à poser pour des productions pornographiques alors qu'il était encore mineur. Un réalisateur a ensuite falsifié son âge afin de lui permettre de tourner nu dans des films pornographiques.

### Musiciens

#### Cas de falsifications de plus de cinq ans
- Le violoniste jazz Joe Venuti était connu pour avoir fourni des informations contradictoires sur sa date de naissance, affirmant être né dès 1894 et aussi tard qu'en 1906 ; le compositeur Gary Giddins (en) a écrit que « selon la référence que vous consultez, [l'âge de Venuti à sa mort en 1978] était quatre-vingt-quatre, quatre-vingt-deux, quatre-vingts, soixante-quinze, soixante-quatorze ou soixante-douze ans. »[61]
- Amanda Lear montre à une journaliste une carte d'identité en 2010 indiquant être née en novembre 1950 alors qu'elle déclarait par le passé être née en 1946. Des documents publics plus fiables et plus crédibles montrent qu'elle est née en 1939. Les actes de mariage britanniques confirment qu'elle s'est mariée le 11 décembre 1965, et il est peu probable qu'elle ait été mariée un mois après son 15e anniversaire. Lear est connue ou soupçonnée d'avoir dissimulé ou fabriqué d'autres faits de sa vie, y compris le sexe attribué à la naissance, l'origine ethnique, le lieu de naissance, le nom et la nationalité de ses parents.

#### Cas de falsifications de cinq ans ou moins
- Anastacia (née le 17 septembre 1968) a baissé son âge de quatre ans lorsqu'elle a signé un contrat d'enregistrement, et a avoué cette supercherie en août 2008 quand elle a eu 40 ans[62].
- Les nécrologies de Laura Branigan ont fait état (en 2004) de sa naissance en 1957. Pendant les années 1970, les media avaient émis l'hypothèse que sa vraie date de naissance ait pu se situer en 1955, mais des documents probants ont permis d'établir que son année de naissance réelle est 1952[63].
- Paloma Faith a été accusée de falsification d'âge après avoir prétendu être née en 1985 au début de sa carrière. Elle a ensuite admis être née en 1981 après que son certificat de naissance a été publié sur internet[64],[65]
- Jay Sean prétend être né en 1981, mais les actes de naissance britanniques et ses antécédents scolaires indiquent qu'il est né en 1979.
- Sinitta prétend être née en 1968, mais son histoire personnelle[66] et des preuves convaincantes, dont un certificat de naissance publié dans The Sun en septembre 2013 montrent que la femme est née le 19 octobre 1963.
- Toni Tennille (en), la femme au sein du duo de chanteurs américains Captain & Tennille (qui étaient mari et femme), née le 8 mai 1940, a été encouragé par sa maison de disques, A&M Records, à se rajeunir de cinq ans parce que le label craignait qu'une femme de 35 ans commençant une carrière discographique ne soit perçue comme bizarre. Elle a fait un compromis en utilisant 1943 comme année de naissance, ce qui est apparu dans de nombreuses publications. Toni Tennille a elle-même corrigé l'erreur dans un article de 2006 sur son blog, dans lequel elle a également confirmé qu'elle avait épousé son partenaire musical (Daryl Dragon) le 11 novembre 1975, au lieu du 14 février de la même année[67].